# 考索
考索，是匈牙利绍莫吉州所辖的一个村。总面积22.48平方公里，总人口112，人口密度5.0人/平方公里（2011年1月1日）。